# Alcolea de Calatrava
Alcolea de Calatrava – gmina w Hiszpanii, w prowincji Ciudad Real, w Kastylii-La Mancha, o powierzchni 70,79 km². W 2011 roku gmina liczyła 1593 mieszkańców.